# Луций Фурий Пурпурион
Лу́ций Фу́рий Пурпурио́н (лат. Lucius Furius Purpureo; родился предположительно около 230 года до н. э. — умер после 183 года до н. э.) — римский военачальник и политический деятель из патрицианского рода Фуриев, консул 196 года до н. э. Воевал с галлами, неудачно претендовал на цензуру 184 года до н. э.

## Биография
Луций принадлежал к патрицианскому роду Фуриев, представители которого перебрались в Рим из Тускулума. Согласно Капитолийским фастам, его отец и дед носили преномен «Спурий».
Первое упоминание о Луции Фурии в источниках относится к 210 году до н. э., когда в Италии шла война с Ганнибалом. Пурпурион был военным трибуном (по одной из версий, в двадцатилетнем возрасте) в армии Марка Клавдия Марцелла, действовавшей на юге Апеннинского полуострова. В 200 году до н. э., предположительно, в возрасте 30-ти лет, он стал претором и получил в управление Цизальпинскую Галлию. В это время галлы восстали под командованием карфагенянина Гамилькара и разграбили Плаценцию; претор возглавил консульское войско (сам консул ещё не прибыл) и, придя на помощь осаждённой Кремоне, разгромил восставших в большом сражении, так что убитых и взятых в плен было, согласно Ливию, 35 тысяч человек. В этом бою, по данным некоторых источников, погиб и Гамилькар.
Луций Фурий почти закончил войну, когда в Галлии появился консул Гай Аврелий Котта. Последний, раздосадованный тем, что ему уже не могла достаться вся слава победы, отправил претора в Этрурию, а сам начал грабить земли галлов. Тогда Фурий неожиданно для всех прибыл в Рим и потребовал триумфа. Часть сенаторов высказалась против, так как Фурий командовал в битве чужим войском и самовольно оставил провинцию, но в конце концов было вынесено положительное решение. Особенностью триумфа Фурия стало отсутствие воинов и пленных.
В 196 году до н. э. Луций Фурий стал консулом совместно с Марком Клавдием Марцеллом. Провинцией обоим была назначена Италия, хотя каждый из консулов и жаждал получить Македонию, где в то время формально ещё шла война с царём Филиппом. Пурпурион и Марцелл вторглись в Галлию. Вначале они действовали порознь, потом объединились, разграбили земли бойев и лигуров и разбили бойев в большом сражении. По возвращении в Рим каждый получил триумф: Клавдий над инсубрами, Фурий — над бойями (так как последние в начале кампании одержали победу над Марцеллом).
В 192 году до н. э. были освящены два храма Юпитера на Капитолии, построенные по двум обетам Луция Фурия. Первый обет был дан им во время претуры, второй — во время консульства.
На заключительном этапе Сирийской войны Луций Фурий стал одним из децемвиров, назначенных сенатом для оформления послевоенных границ в Азии (189 год до н. э.). Совместно с проконсулом Гнеем Манлием Вульсоном децемвиры заключили с Антиохом III мир в Апамее, по которому царь был обязан вывести войска из Малой Азии, уничтожить почти весь флот, передать Риму всех боевых слонов и выплатить огромную контрибуцию. Весной 187 года до н. э., по возвращении в Рим, Вульсон потребовал триумф за победу над галатами, но Луций Фурий заявил свой протест на том основании, что проконсул пытался захватить Антиоха в плен, действовал в интересах Пергама, а войну с галатами начал самовольно. Тем не менее Гней Манлий получил триумф. Согласно некоторым источникам, когда в утаивании добычи, захваченной во время Сирийской войны, обвинили Луция Корнелия Сципиона Азиатского, Луций Фурий предложил расширить рамки расследования, чтобы фигурантом дела стал и его старый недруг Гней Манлий.
В 185 году до н. э. Луций Фурий претендовал на цензуру. Тогда развернулась ожесточённая борьба между девятью кандидатами, в числе которых был Марк Порций Катон. Все остальные кандидаты, кроме Луция Валерия Флакка, объединились против Катона как «нового человека», но именно Катон и Флакк выиграли выборы.
В 183 году до н. э. Луций Фурий был одним из трёх послов к галльскому племени, перешедшему Альпы и поселившемуся на римской территории. Этим галлам вернули захваченное ранее имущество и заставили их уйти обратно. Это последнее появление Пурпуриона в источниках.